# Fiódor Smólov
Fiódor Smólov (Saràtov, Rússia, 9 de febrer de 1990), és un futbolista rus. Juga de davanter i el seu actual equip és el FC Krasnodar de la Lliga Premier de Rússia.

## Internacional

### Seleccions juvenils
Ha estat internacional amb la Selecció de futbol de Rússia Sub-21.

### Selecció absoluta
El 6 de novembre de 2012 es va anunciar que va ser convocat per primera vegada a la selecció absoluta, amb la intenció d'un amistós davant els Estats Units a Krasnodar el 14 d'aquest mateix mes. Va marcar el seu primer gol amb la selecció als 9 minuts del començament d'aquest partit, però es va lesionar en aquesta jugada, per la qual cosa va haver de sortir de la pista després d'anotar el gol.

## Clubs
| Club             | País          | Any       |
| ---------------- | ------------- | --------- |
| FC Dinamo Moscou | Rússia        | 2008-2010 |
| Feyenoord        | Països Baixos | 2010      |
| FC Dinamo Moscou | Rússia        | 2011-     |